# Алексей Леонов
Алексей Архипович Леонов е съветски космонавт. Извършил е първото излизане в открития космос на 18 март 1965 г., участвал е в първия международен съвместен полет „Союз – Аполо“ през 1975 г.

## Биография
Роден е в село Листвянка, Кемеровска област, РСФСР, СССР на 30 май 1934 г.
След края на Втората световна война заедно със семейството си се премества в Калининград. Завършва средно училище през 1953 година.
Избран е за член на първия отряд на космонавтите на СССР през 1960 г. Влиза (1967) в групата съветски космонавти, готвещи се за полет към Луната. В периода 1970 – 1991 г. е заместник-началник на Центъра за подготовка на космонавти.
Има 4 изобретения и повече от 10 научни труда. Получил е признание като художник, включително на пощенски марки, негови творби се излагат в изложби и се публикуват.
Излиза в пенсия през 1991 година, живее в Москва. Умира на 11 октомври 2019 г. на 85-годишна възраст.

## Полети
Алексей Леонов е летял в космоса като член на екипажа на следните мисии.

### „Восход 2“
Полетът с „Восход 2“ (18 – 19 март 1965 г.) е съвместно с Павел Беляев като втори пилот на кораба. По време на този полет Леонов извършва първото в историята на космонавтиката излизане в открития космос с продължителност 12 минути и 9 секунди (по други данни – 23 минути и 41 секунди). По време на излизането проявява мъжество, особено в извънредната ситуация, когато надулият се космически скафандър е пречел за безпрепятственото завръщане на космонавта в космическия кораб. Леонов успява да влезе в шлюза едва след изпускане на излишното налягане. Преди приземяването отказва автоматичната система за ориентация. П. Беляев ръчно ориентира кораба и включва спирачния двигател. Като резултат „Восход“ се приземява в неразчетен район на 180 км северно от град Перм. В съобщението на ТАСС това е наречено приземяване в „резервен район“, който всъщност е глуха пермска тайга. Затова се налага 2 нощи космонавтите да преживеят сами в дива гора при силен студ. Едва на третия ден до тях си пробиват път спасители на ски, които изсичат площадка за приземяване на вертолет. Продължителност на полета – 1 денонощие 02 часа 02 минути 17 секунди.

### „Союз 19“
Полетът със „Союз 19“ (15 юли 1975 – 21 юли 1975), съвместно с Валерий Кубасов, вторият полет на Леонов в космическото пространство. Той е като командир на космическия кораб „Союз 19“ по програмата „Аполо – Союз“. Продължителност на полета – 5 денонощия 22 часа 30 минути 51 секунди.

## Награди
Герой на Съвесткия съюз, по 2 пъти орден „Ленин“ и медал „Златна звезда“, Герой на социалистическия труд на НРБ (1965), Герой на труда на Виетнам и др.

Почетен гражданин на градовете Вологда, Калининград, Калуга, Налчик, Перм (в Русия); Кременчуг (в Украйна); Аркалик (в Казахстан); Велико Търново, Видин, Разград,  Свищов (в България); Сан Антонио (в Чили); Усти над Лабем (в Чехия).
В негова чест е наречен кратер Леонов на Луната.

## Художник
Някои от 200-те картини на Леонов, посветени на космоса, са изложени в Третяковската галерия в Москва, както и в галерии в Хюстън, САЩ и в Дрезден, Германия, както и в други градове.